# Hahn (Taunusstein)
Hahn ist ein Stadtteil von Taunusstein im südhessischen Rheingau-Taunus-Kreis und Sitz der Stadtverwaltung.

## Geografische Lage
Hahn liegt nördlich von Wiesbaden im Aartal zwischen Bleidenstadt und Wehen an der historischen Eisenstraße.

## Geschichte

### Ortsgeschichte
Die älteste bekannte schriftliche Erwähnung von Hahn erfolgte unter dem Namen Hagin wird in die Zeit 1223–1234 datiert.
Eine weitere Erwähnung des Ortes erfolgte im Jahre 1315 im Zusammenhang mit dem Lehenshof des Klosters Bleidenstadt. Schon 1680 gab es für wenige Jahre eine Eisenhütte.
Der Ortsname leitet sich von „Hagen“ (umzäunt, umhegt) ab und ist ein typischer hochmittelalterlicher Siedlungsname.
Hessische Gebietsreform (1970–1977)
Zum 1. Oktober 1971 fusionierte die bis dahin selbständige Gemeinde Hahn im Zuge der Gebietsreform in Hessen mit fünf Nachbarorten freiwillig zur neuen Stadt Taunusstein. Somit wurde Hahn ein Stadtteil von Taunusstein.
Für alle nach Taunusstein eingegliederten Gemeinden wurden Ortsbezirke mit Ortsbeirat und Ortsvorsteher gebildet.

### Verwaltungsgeschichte im Überblick
Die folgende Liste zeigt im Überblick die Herrschaftsgebiete und Staaten, in denen Hahn lag, bzw. die Verwaltungseinheiten, denen es unterstand:
- 1444: Heiliges Römisches Reich, Haus Nassau, Amt Wehen
- ab 1738: Heiliges Römisches Reich, Fürstentum Nassau-Usingen, Amt Wehen
- ab 1806: Herzogtum Nassau, Amt Wehen
- ab 1816: Herzogtum Nassau[Anm. 1], Amt Wehen
- ab 1849: Herzogtum Nassau, Regierungsbezirk Wiesbaden, Kreisamt Langen-Schwalbach[Anm. 2]
- ab 1854: Herzogtum Nassau, Regierungsbezirk Wiesbaden, Amt Wehen
- ab 1867: Norddeutscher Bund[Anm. 3], Königreich Preußen, Provinz Hessen-Nassau, Regierungsbezirk Wiesbaden, Untertaunuskreis[Anm. 4]
- ab 1871: Deutsches Reich, Königreich Preußen, Provinz Hessen-Nassau, Regierungsbezirk Wiesbaden, Untertaunuskreis
- ab 1918: Deutsches Reich, Freistaat Preußen, Provinz Hessen-Nassau, Regierungsbezirk Wiesbaden, Untertaunuskreis
- ab 1944: Deutsches Reich, Freistaat Preußen, Provinz Nassau, Untertaunuskreis
- ab 1945: Amerikanische Besatzungszone, Groß-Hessen, Regierungsbezirk Wiesbaden, Untertaunuskreis
- ab 1946: Amerikanische Besatzungszone, Land Hessen, Regierungsbezirk Wiesbaden, Untertaunuskreis
- ab 1949: Bundesrepublik Deutschland, Land Hessen, Regierungsbezirk Wiesbaden, Untertaunuskreis
- ab 1968: Bundesrepublik Deutschland, Land Hessen, Regierungsbezirk Darmstadt, Untertaunuskreis
- ab 1971: Bundesrepublik Deutschland, Land Hessen, Regierungsbezirk Darmstadt, Untertaunuskreis, Stadt Taunusstein[Anm. 5]
- ab 1977: Bundesrepublik Deutschland, Land Hessen, Regierungsbezirk Darmstadt, Rheingau-Taunus-Kreis, Stadt Taunusstein

### Bevölkerung
Einwohnerentwicklung
 Quelle: Historisches Ortslexikon
- 1593: 20 Haushaltungen
- 1615: 24 Haushaltungen
- 1629: 22 Haushaltungen
- 1670: 6 Haushaltungen
- 1747: 16 Wohnhäuser

| Hahn: Einwohnerzahlen von 1821 bis 2020 | Hahn: Einwohnerzahlen von 1821 bis 2020 | Hahn: Einwohnerzahlen von 1821 bis 2020 | Hahn: Einwohnerzahlen von 1821 bis 2020 | Hahn: Einwohnerzahlen von 1821 bis 2020 |
| --- | --------------------------------------- | --------------------------------------- | --------------------------------------- | --------------------------------------- |
| Jahr |                                         |                                         |                                         | Einwohner                               |
| 1821 | 1821                                    |                                         | 212                                     | 212                                     |
| 1834 | 1834                                    |                                         | 229                                     | 229                                     |
| 1840 | 1840                                    |                                         | 223                                     | 223                                     |
| 1846 | 1846                                    |                                         | 241                                     | 241                                     |
| 1852 | 1852                                    |                                         | 210                                     | 210                                     |
| 1858 | 1858                                    |                                         | 285                                     | 285                                     |
| 1864 | 1864                                    |                                         | 313                                     | 313                                     |
| 1871 | 1871                                    |                                         | 324                                     | 324                                     |
| 1875 | 1875                                    |                                         | 306                                     | 306                                     |
| 1885 | 1885                                    |                                         | 370                                     | 370                                     |
| 1895 | 1895                                    |                                         | 460                                     | 460                                     |
| 1905 | 1905                                    |                                         | 653                                     | 653                                     |
| 1910 | 1910                                    |                                         | 757                                     | 757                                     |
| 1925 | 1925                                    |                                         | 929                                     | 929                                     |
| 1939 | 1939                                    |                                         | 999                                     | 999                                     |
| 1946 | 1946                                    |                                         | 1.480                                   | 1.480                                   |
| 1950 | 1950                                    |                                         | 1.593                                   | 1.593                                   |
| 1956 | 1956                                    |                                         | 1.792                                   | 1.792                                   |
| 1961 | 1961                                    |                                         | 2.124                                   | 2.124                                   |
| 1967 | 1967                                    |                                         | 2.750                                   | 2.750                                   |
| 1970 | 1970                                    |                                         | 3.157                                   | 3.157                                   |
| 1980 | 1980                                    |                                         | ?                                       | ?                                       |
| 1990 | 1990                                    |                                         | ?                                       | ?                                       |
| 2000 | 2000                                    |                                         | 6.991                                   | 6.991                                   |
| 2011 | 2011                                    |                                         | 6.879                                   | 6.879                                   |
| 2015 | 2015                                    |                                         | 7.233                                   | 7.233                                   |
| 2020 | 2020                                    |                                         | 7.275                                   | 7.275                                   |
| Datenquelle: Historisches Gemeindeverzeichnis für Hessen: Die Bevölkerung der Gemeinden 1834 bis 1967. Wiesbaden: Hessisches Statistisches Landesamt, 1968. Weitere Quellen: LAGIS; Stadt Taunusstein; Zensus 2011 |                                         |                                         |                                         |                                         |

Religionszugehörigkeit
| • 1885: | 0321 evangelische (= 86,76 %), 49 katholische (= 13,24 %) Einwohner  |
| • 1961: | 1298 evangelische (= 61,11 %), 764 katholische (= 35,97 %) Einwohner |

## Politik

### Ortsbeirat
Für Hahn besteht ein Ortsbezirk (Gebiete der ehemaligen Gemeinde Hahn) mit Ortsbeirat und Ortsvorsteher nach der Hessischen Gemeindeordnung.
Der Ortsbeirat besteht aus neun Mitgliedern. Seit den Kommunalwahlen 2021 gehören ihm zwei Mitglieder der SPD, drei der CDU und je ein Mitglied des Bündnis 90/Die Grünen, der FDP und der FWG, sowie ein Mitglied der AfD an. Ortsvorsteherin ist Barbara Hanika (CDU).

### Wappen
Das Wappen wurde am 15. Oktober 1970 durch das hessische Innenministerium genehmigt.
Blasonierung: „In Gold ein rotgezungter blauer Löwenkopf, im rechten Obereck auf Schwarz ein goldenes H.“

## Kulturdenkmäler
- Am Ehrenmal; Ehrenmal
- Bahnhof Eiserne Hand
- Scheidertalstraße 1; Gasthaus zum Taunus
- Scheidertalstraße 52; Stiftischer Erbleihhof „Lehenshof“, Hofreite
- Scheidertalstraße 55; Forstmeisterdienstgehöft
- Wiesbadener Straße 6; ehem. Kurheim
- Wiesbadener Straße 20; ehem. Revierförsterei
- Wiesbadener Straße 63; Haus Tannenburg
- Zum Schwimmbad 11; Evangelischer Kindergarten

## Wirtschaft und Infrastruktur

### Verkehr
Hahn liegt an der Bundesstraße 54 und der Bundesstraße 275.
Der Bahnhof Hahn-Wehen wurde an der 1889 eröffneten Aartalbahn errichtet, die Nachbarstationen sind Bleidenstadt und Eiserne Hand. Nach der Einstellung des Bundesbahn-Zugbetriebs im Jahr 1983 verkehrten dort von 1986 bis 2009 Museumszüge der Nassauischen Touristik-Bahn. Das Bahnhofsgebäude wurde 2015 abgerissen. Im Rahmen des Projekts Stadtbahn Wiesbaden war zwischen 1998 und 2001 eine Wiederaufnahme des Personenverkehrs zwischen Bad Schwalbach und Wiesbaden im Gespräch. Heute existieren Planungen zur Reaktivierung der Aartalbahn als Stadt- oder Regionalbahn. Heute befindet sich neben den alten Bahngleisen der Busbahnhof der Stadt Taunusstein.

### Öffentliche Einrichtungen
- Rathaus der Stadt Taunusstein
- Freibad
- Berufliche Schulen Untertaunus
- Integrierte Gesamtschule Obere Aar
- Kindergarten und Kindertagesstätte